# Janis Locas
Œuvres principales
- Moi, Jessica M., 37 ans, maman, malheureusement (2024)
- Carpe et chienne (2015)
- La maudite Québécoise (2010)
- La seconde moitié (2005)

Janis Locas, née en 1975 à Saint-Jérôme, au Québec est une écrivaine montréalaise.  

## Biographie

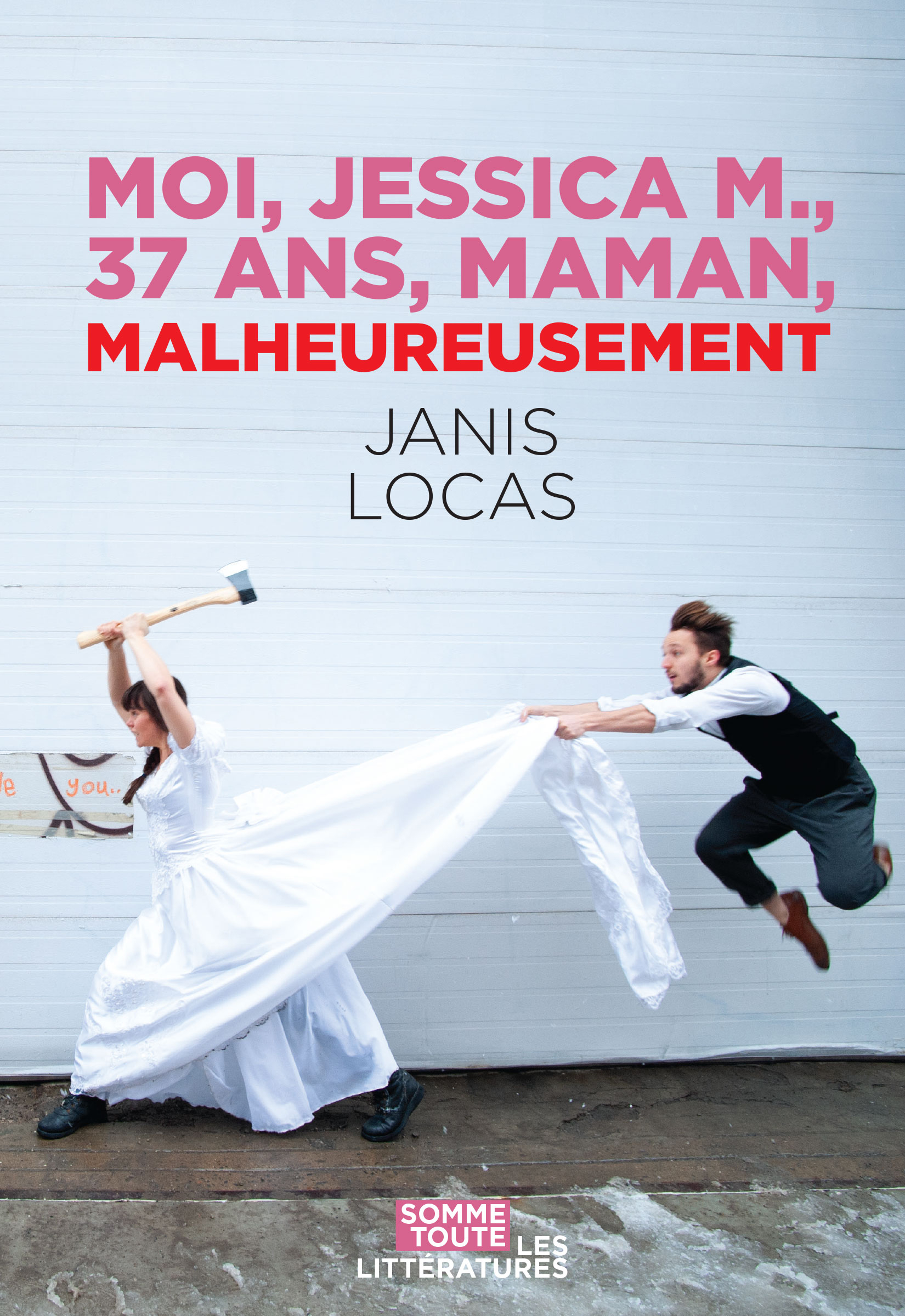
Moi, Jessica M., 37 ans, maman, malheureusement, 2024

Janis Locas est titulaire d’un baccalauréat en études françaises de l’Université de Montréal et d’une maîtrise de lettres modernes de l’Université Paris-Sorbonne (Paris-IV), aujourd’hui Sorbonne Université.
Au cours d’une année de doctorat à l’École normale supérieure de Fontenay-aux-Roses (aujourd’hui École normale supérieure de Lyon), elle a rédigé une étude de rhétorique, abondamment citée par la suite. Durant ses études à Paris, elle a été présidente de la Maison des étudiants canadiens.
Janis Locas a ensuite occupé des postes en communication à l’Association France-Québec (aujourd’hui Fédération France-Québec), au Bureau d’immigration du Québec à Paris, à la Société de la francophonie manitobaine et à Réseau-Presse.
Rédactrice et réviseure chevronnée, elle dirige l’agence de communication Loca depuis 2006.

## Thèmes et style

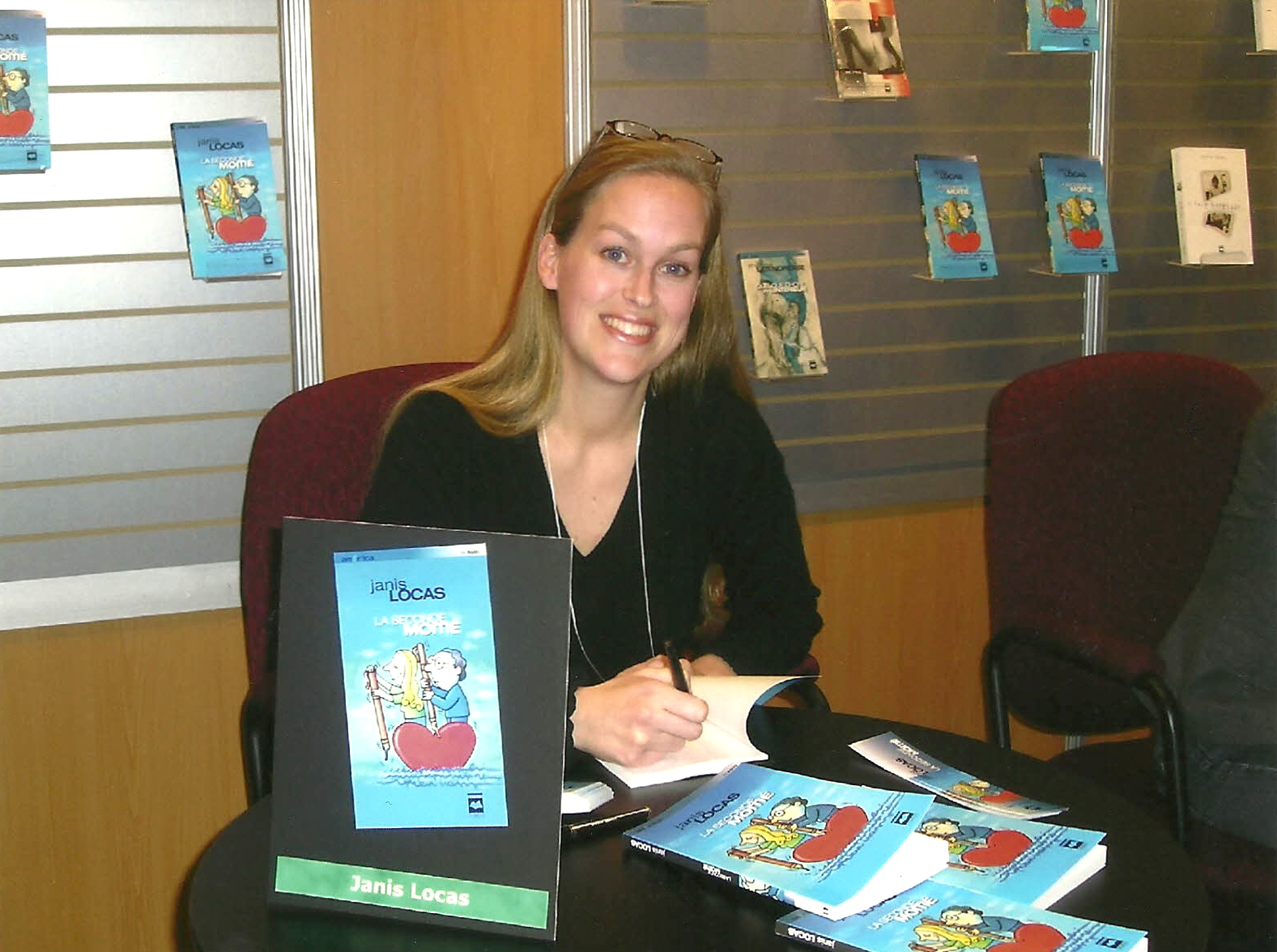
Janis Locas au salon du livre de Montréal

Les livres de Janis Locas sont habités de personnages féminins puissants, qu’il s’agisse de mères claquées, d’arrogantes Québécoises ou d’amantes volages.
Ils touchent des enjeux sociaux comme le burnout maternel, le rôle de l’art dans la vie quotidienne, les troubles psychiques, les relations entre les francophones du Canada, le libertinage.
La voix littéraire de Janis Locas se caractérise par un style hétéroclite qui entremêle humour corrosif, gravité, dialogues percutants et poésie.

## Couverture médiatique
- Christian Desmeules, « Je t’aime moi non plus », Le Devoir, les samedi 20 et dimanche 21 mars 2010, p. F-3.
- Dossier de presse complet (PDF)

## Prix et distinctions
- Finaliste du prix Rue-Deschambault (Manitoba Writing Awards) pour le roman La seconde moitié.
- Subventions du Conseil des arts du Canada et du Conseil des arts de Winnipeg pour le roman La maudite Québécoise.
- Subvention du Conseil des arts du Manitoba pour le roman La maudite Québécoise.